# Péter Esterházy
Péter Esterházy (Budapest, 14 aprile 1950 – Budapest, 14 luglio 2016) è stato uno scrittore e matematico ungherese, discendente da una delle più nobili e antiche famiglie aristocratiche ungheresi.

## Biografia
Suo nonno fu Móric Esterházy, Primo ministro del Regno d'Ungheria nel 1917 nonché cugino del ministro degli Esteri austro-ungarico Leopold Berchtold e di Mihály Károlyi, il quale guidò la transizione dell'Ungheria dall'Impero alla Repubblica indipendente alla fine della prima guerra mondiale. Era inoltre lontano parente di Miklós Horthy e fratello del calciatore Márton Esterházy.
Ha studiato matematica all'università Elte di Budapest dal 1969 al 1974. Fino al 1978 ha lavorato come matematico, per poi dedicarsi a tempo pieno alla scrittura.
Il suo romanzo più celebre è Harmonia Caelestis (2000), che racconta in ordine non cronologico le vite dei suoi antenati, dall'ascesa durante l'Impero austro-ungarico al declino ai tempi del comunismo.
Il libro successivo, L'edizione corretta (Javított kiadás, 2002), una sorta di appendice del precedente, è stato scritto sull'onda dello shock subito da Esterházy quando ha scoperto che il padre era un informatore della polizia ai tempi del comunismo.
Le sue opere sono state pubblicate in più di 20 lingue e ciò lo rende uno degli scrittori ungheresi più conosciuti all'estero.
Nel 2015 annuncia di essere malato di cancro al pancreas, argomento dell'ultimo libro Diario del pancreas e uscito nel 2016, pochi mesi prima della morte.
Ha vinto premi in Francia, Austria, Germania, Slovenia e Norvegia; nel suo paese, tra i numerosi riconoscimenti conferitigli, si segnala nel 1996 il prestigioso Premio Kossuth. Nel 2002 vinse il Premio Herder.

## Opere
- I verbi ausiliari del cuore, traduzione di M. D'Alessandro, Collana Dal Mondo, Roma, E/O, 1988, ISBN 978-88-7641-058-1.
- Il libro di Hrabal, traduzione di M. D'Alessandro, Collana Narratori moderni, Milano, Garzanti, 1991, ISBN 978-88-11-66136-8.
- La costruzione del nulla, Collana I Coriandoli, Milano, Garzanti, 1992, ISBN 978-88-11-65195-6.
- Lo sguardo della contessa Hahn-Hahn (giù per il Danubio), traduzione di M. Sciglitano, Collana Narratori Moderni, Milano, Garzanti, 1995, ISBN 978-88-11-66180-1.
- Harmonia Cælestis, traduzione di A. Sciacovelli, a cura di Giorgio Pressburger, Collana I Narratori n.627, Milano, Feltrinelli, 2003, ISBN 978-88-07-01627-1.
- L'edizione corretta di Harmonia Cælestis, traduzione di M. D'Alessandro, Collana I Narratori, Milano, Feltrinelli, 2005, ISBN 978-88-07-01684-4.
- Una donna, traduzione di A. Csillaghi, a cura di M. Sar, Collana Oltre n.10, Forum Edizioni, 2006, ISBN 978-88-8420-340-3. ; Collana I Narratori, Feltrinelli, 2008, ISBN 978-88-070-1746-9.
- Verbale di polizia (contiene il racconto "Vita e letteratura"), a cura di Giorgio Pressburger, Collana Scrittori, Bellinzona, Casagrande, 2007, ISBN 978-88-7713-472-1.
- Non c'è arte, traduzione di M.R. Sciglitano, a cura di G. Pressburger, Collana I Narratori, Milano, Feltrinelli, 2012, ISBN 978-88-07-01847-3.
- (HU) Hasnyálmirigynapló (Diario del pancreas), Budapest, Magveto Publishing House, 2016.